# Рабесандратана, Эрик
Эрик Рабесандтрана (фр. Éric Rabésandratana; 18 сентября 1972, Эпине-сюр-Сен, Франция) — французский и мадагаскарский футболист,  защитник и полузащитник, тренер.

## Карьера

### Клубная
Профессиональную карьеру начинал в ФК «Нанси». Сначала в молодёжной команде, а с 1990 года — в составе первой под руководством знаменитого тренера и будущего чемпиона мира Эме  Жаке.  Первый матч Эрика  во французской Лиге 1 состоялся незадолго до его 18-летия. 8 сентября 1990 года он вышел на поле в игре против футбольного клуба «Кан» (1:4). 
В составе лотарингцев он провёл последующие семь лет. В сезоне 1995/1996 Рабесандтрана отметился рекордными для игрока обороны 16 забитыми в  ворота соперника мячами. Но на следующий год он был вынужден уйти из «Нанси», потому как команда вылетела в Лигу 2. С 1997 года Эрик стал игроком ПСЖ.
Выступая за парижан, Рабесандтрана выиграл чемпионат,  Кубок и Суперкубок Франции и получил повязку капитана, но с приходом тренера Луиса Фернандеса постепенно утратил место в основе.  Несмотря  на это, игрок сумел преодолеть отметку в сто сыгранных матчей за ПСЖ.
В 2001 году он отправился в Грецию, но, не став там игроком основы, вернулся на родину. Закончил карьеру игрока в 2007 году в Бельгии.

### В сборной
В начале 90-х Эрик выступал за молодёжную команду страны и олимпийскую сборную Франции. В 2007 году провёл один матч в футболке национальной сборной Мадагаскара.

### Тренерская
В 2014 году вошёл в тренерский штаб ФК «Майами Сити», где отработал сезон.  Долгое время работал в футбольной школе Сент-Эмильона.